# Gong Xian
Gong Xian ou Kong Hien ou Kung Hsien, surnom : Banqian, nom de pinceau : Yeyi (1618-1689), est un peintre chinois de paysages de la dynastie Qing.

## Les derniers fidèles de ladynastie Ming
Près de trente peintres figurent parmi ces artistes au comportement étrange, qui réagissent à la ruine de l'ordre ancestral par une conception révolutionnaire de l'art. Parmi les plus grands, trois peintres fidèles et loyaux aux Ming : Kun Can, Zhu Da (Bada Shanren) et Gong Xian. D'après  Zhang Geng, Kun Can doit à la méditation la maîtrise de son art. Parmi les peintres de Nankin, Gong Xian le surpasse néanmoins, et il s'est toujours imposé comme le chef du groupe des « Huit peintres de Nankin ».

## Les Huit Maîtres deJinling
Au début de la dynastie des Qing, se constitue un groupe d'artistes, appelés les Huit Maîtres de Jinling, capitale nationale au début des Ming et centre politique, culturel et économique du Sud-Est de la Chine, Jinling (Nankin) est la ville la plus importante après Pékin. Après la fondation des Qing, de nombreux loyalistes se rassemblent. Les huit Maîtres de Jinling : Gong Xian, Fan Qi, Zou Zhe, Wu Hong, Hu Zao, Gao Cen, Ye Xin et Xie Sun gardent pour la plupart leur loyauté aux Ming et expriment leurs sentiments dans leurs œuvres.
Son langage plastique possède un accent unique et fascinant, dans un registre étroit, totalement autonome à l'égard des courants de son siècle. L'homme n'est pas moins original que sa peinture; il appartient à cette génération brisée  par la chute de la dynastie Ming en 1644 et qui cherche à s'évader du monde dans une solitude contemplative.

## Biographie
Ses jeunes années sont peu connues; issu d'une famille vraisemblablement modeste. Gong Xian passe la plus grande partie de sa vie à Nankin où il décède. Solitaire par tempérament, étrange par sa personnalité, il vit retiré du monde. Il s'est construit une chaumière à la lisière de la ville, où il aime vivre parmi les fleurs et les herbes, en cultivant sa terre. Gong Xian vit de sa peinture mais aussi de l'enseignement de la peinture; c'est un grand professeur et il subsiste plusieurs versions de son cours d'initiation très didactique, concret et progressif. Son élève Wang Gai en tire grand profit en composant son fameux Manuel de peinture du jardin du grain moutarde (1679), qui exerce une influence déterminante sur la peinture chinoise et japonaise.
À l'exception de quelques amis attachés comme lui à la dynastie déchue, il ne fréquente personne. Il passe son temps à peindre et à écrire des poèmes. Zhang Geng le présente comme un homme attaché aux manières anciennes, versé en littérature et en poésie, bon calligraphe et peintre. À sa mort, l'argent manquait pour l'achat d'un cercueil. C'est un descendant de Confucius, Kong Dongtan, de passage à Nankin, qui veille aux funérailles, recueille les enfants orphelins et rassemble les écrits de Gong Xian.
Gong Xian est le plus influent et le plus accompli des Huit Maîtres de Jinling. Natif de Kunshan dans le Jiangsu, il désapprouve la noirceur politique de la fin des Ming, quand les eunuques ont usurpé l'autorité de la cour. Il s'associe au Fu She (Société de la renaissance), un groupe d'intellectuels qui souhaitent ressusciter la gloire du début des Ming. Après la chute de cette dynastie, il est encore plus mécontent du nouveau gouvernement mandchou. Gardant sa loyauté au Ming, il vit à Jinling (Nankin) dans l'obscurité et assure sa subsistance en vendant ses peintures et en donnant des leçons.

### Études et théories
Les théories picturales de Gong Xian sont rassemblées dans son Gong Anjie Xiansheng Huajue (Les Secrets de la peinture), manuel d'initiation technique à l'usage des débutants et qui se veut exclusivement technique : le texte court est fait d'une succession de propositions simples et claires, mais d'une densité extrême. Pour Gong Xian, le fondement de l'art réside dans la nature; avec la nature pour guide, le peintre doit développer une création autonome, affranchie des stéréotypes et des écoles et il doit atteindre l'originalité par des moyens équilibrés. Gong s'interroge sur les relations entre l'art et la réalité : l'art est une illusion, mais une illusion nourrie de réalité. Le paysage peint est conforme à la logique du paysage réel, naturel mais unique, plausible mais particulier. L'intériorité compte plus que le spectacle. Sa peinture méditative et dense retient de plus en plus l'attention de nos contemporains.

### Style et influences
Zhang ajoute « Pour le travail du pinceau, Gong Xian est sous l'influence de Dong Yuan dont il saisit la manière et peint dans un mode audacieux et vigoureux. » D'après d'autres sources, les maîtres des Song du Nord ont servi de fondation à une œuvre que son auteur a construite ensuite en laissant jouer son propre souffle. Gong se montre très dépendant de Jing Hao et de Guan Tong dans ses œuvres les plus anciennes. Puis on reconnait l'influence de Dong Yuan et de Juran, celle de Mi Fu et de Ni Zan. Enfin s'exprime la nature profonde d'un homme qui dit de lui-même : « Il n'y a personne avant moi, après moi, il ne viendra personne. »
Peintre étrange et fascinant, Gong Xian travaille dans un registre limité qui lui est très personnel, usant d'une étonnante technique pointilliste, tout en modulations de tons d'encre, créant ainsi son propre univers, un peu monotone, muet, austère et sombre, entièrement déserté de toute présence humaine. Son idiome pictural est relativement simple et d'un logique serrée. Par la répétition inlassable de quelques éléments fondamentaux, il construit des formes dont l'ordonnance donne à l'œuvre son assise architecturale.
La technique linéaire et dépouillée de l'école du Anhui influence ses premières œuvres. À l'époque de sa maturité, la structure squelettique qui est à l'origine s'habille de chair. Il revêt ses paysages d'un tissu serré de petits traits, de points et de taches. Les masses montagneuses se creusent de sillons profonds, les vallées s'emplissent de brumes, l'eau jaillit des roches fissurées; des cavernes cachées, des arbres défeuillés accentuent le caractère désolé de ce monde silencieux. Dans le célèbre rouleau Mille Pics et Ravins en myriades, les diagonales des pentes contrecarrent l'horizontalité des plans, les zones d'ombre et de lumière.
D'innombrables petits points d'encre, épars ou en masse, confèrent aux volumes leurs substances et animent la surface d'une vibration particulière. Puis de nombreux petits traits en surimpression définissent les formes des rochers. Ceux-ci semblent parfois se dissoudre en zones d'ombre et taches de lumière et l'artiste ne leur donne que des frontières floues; son éventail de valeurs encrées est subtil, allant du noir profond au blanc du papier nu. Des bancs épais de brouillard laiteux dérivent le long des ravins, les maisons sont rares et les hommes absents. Loin d'être ce paysage conçu pour le «voyage imaginaire», c'est une vision impressionnante et sombre, impénétrable.
Gong Xian a, semble-t-il, étudié Mi Fu pendant des années. Mais la nature qu'il reconstruit, s'inspirant d'un regard ancien, est plus sobre et plus abstraite. Elle porte l'empreinte de l'homme qui l'a nourrie en lui. Il y a dans cette manière « plus d'encre que de pinceau », la technique hongran intervient pour faire ressortir le blanc des nuages et de l'eau. Dans certaines feuilles d'album, Gong fait usage de légers lavis de couleurs sur l'encre. Yonezawa Yoshi (Painting in the Ming Dynasty, Tōkyō, 1956) voit dans la technique de Gong l'influence des clairs-obscurs occidentaux. Tous problèmes techniques mis à part, l'impression laissée par cette œuvre est bien exprimée dans le Jiangning zhi (traité sur la région Jiangning). Les paysages de Gong Xian sont profonds, mélancoliques, impénétrables, débordant de souffle vivant. Ce maître surpasse tous les autres, mais peu nombreux sont ceux qui prennent conscience de la profondeur de son art.
Pour avoir passé la majeure partie de sa vie à Jinling (Nankin), il chérit chaque montagne, chaque rivière, lac clairière et arbre. Il peint souvent ses décors les plus réputés comme la montagne Froide (où il habite) et le mont Qixia. En général il n'emploie que l'encre; peu de ses peintures contiennent de la couleur. Pour représenter les montagnes et les arbres du Sud humide et pluvieux, il invente la méthode de « l'accumulation d'encre » : il crée  un puissant effet atmosphérique en superposant les couches de pinceau légèrement imbibé de diverses tonalités d'encre. Cette méthode s'inspire des œuvres de la famille Mi des Song, aux montagnes enveloppées de nuages.
Toutefois, il subsiste certains rouleaux de Gong peints en quelques brefs coups de pinceau, un style complètement différent de celui de ses autres œuvres. Les peintures réalisées avec la méthode d'accumulation d'encre sont connues comme des « Gong foncés », bien que l'adjectif ne se réfère guère qu'au style sombre, ténébreux de Gong. Le style maigre et linéaire qu'il utilise aussi, en particulier dans sa jeunesse, est appelé « Gong clair. » Les vues de Gong Xian sur l'art rencontrent celles de Shitao. L'un et l'autre sont opposés à une adhésion rigide aux vieilles règles de la peinture. Les artistes raffinés du passé prenaient la nature et la vie comme source de leur art bien plus qu'ils n'imitaient leurs prédécesseurs.
Gong déplore le fait que, alors que la calligraphie et la peinture des anciens sont issues de la nature, les artistes de son temps font de leurs œuvres une bible et vénèrent leurs paroles comme une écriture sacrée. Il incite ses élèves à sortir, à regarder les montagnes et les fleuves de leurs propres yeux, et à ne se servir des œuvres des anciens que comme références. Vue de la Montagne Froide est peint dans le style Gong foncé. Même si la montagne et les rochers qui composent le sujet ne sont pas spectaculaires, l'œuvre offre une vue de la nature profonde et sereine. Les lavis d'encre, les variations de lumière et d'ombre et la construction du plein et du vide donnent aux œuvres de Gong leurs caractéristiques et leur effet particulier.

## Musées
- Pékin (musée du palais impérial) :

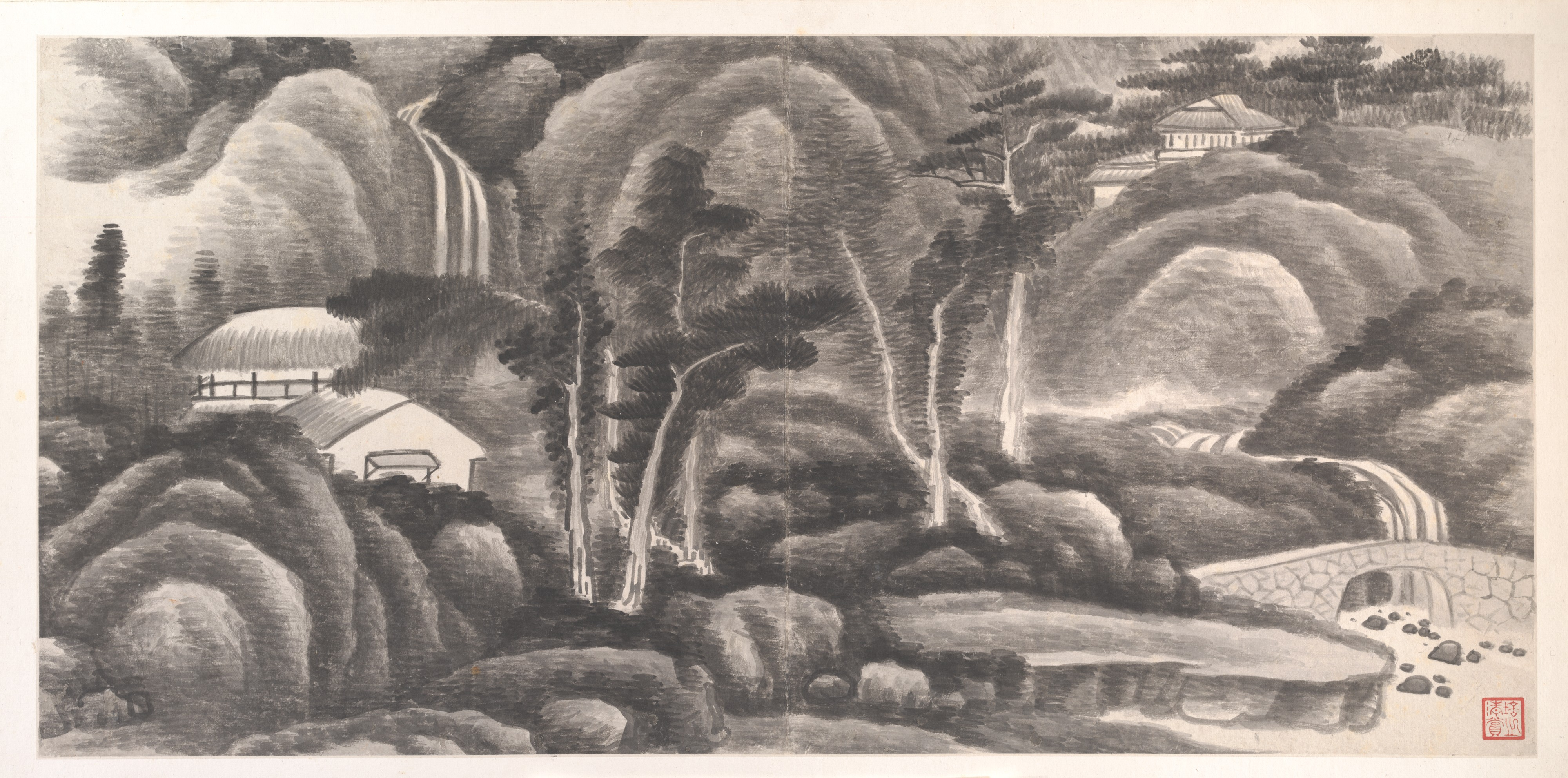
Gong Xian. Paysages aux douze Montagnes, vers 1685. Encre sur papier, album, 30.2 x 62.9 cm. Metropolitan Museum of Art

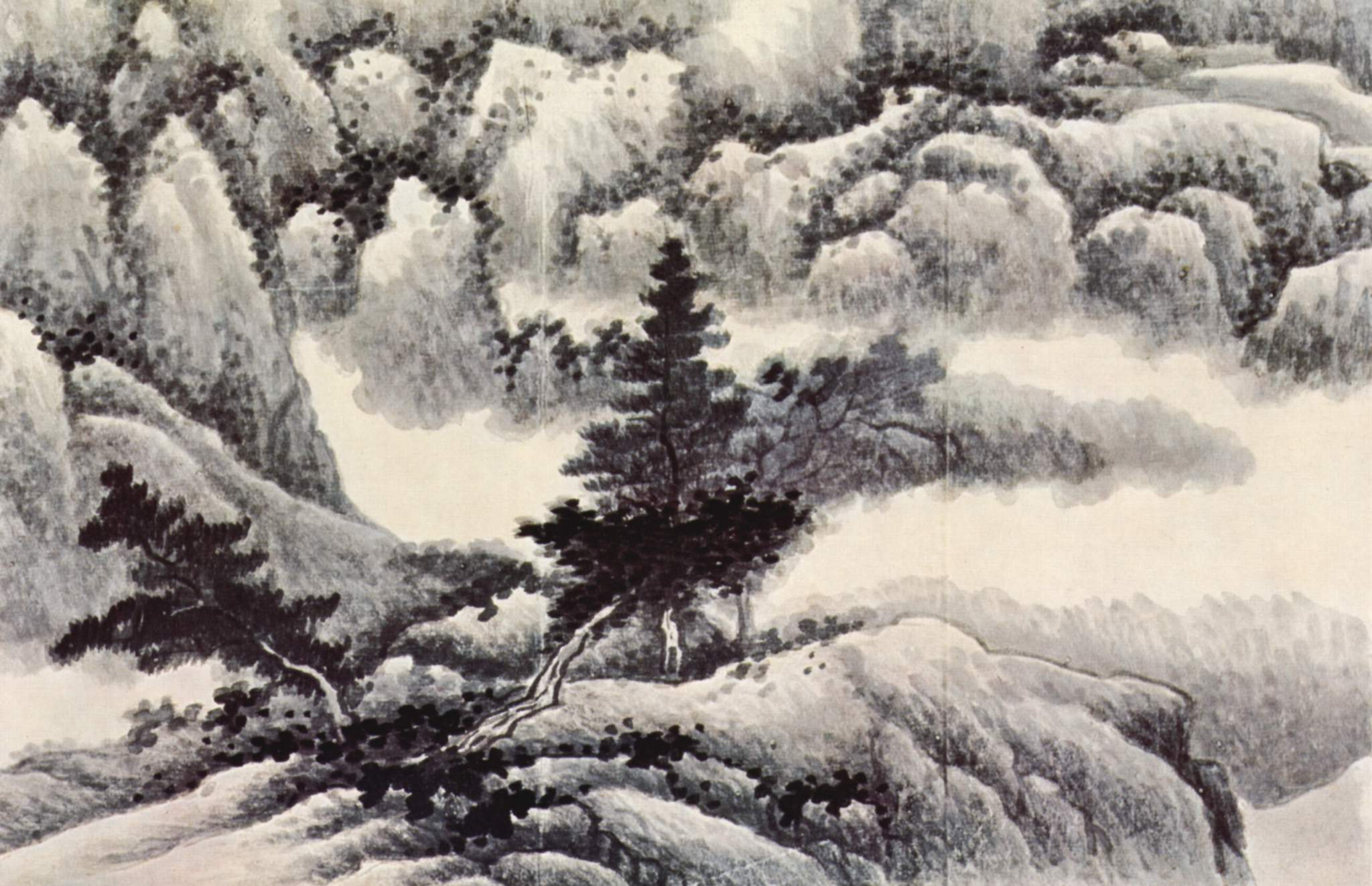
Gong Xian. Détail d'un rouleau portatif, H. 26,5 cm : Arbres dans un paysage, 1640-1685. Nelson-Atkins Museum

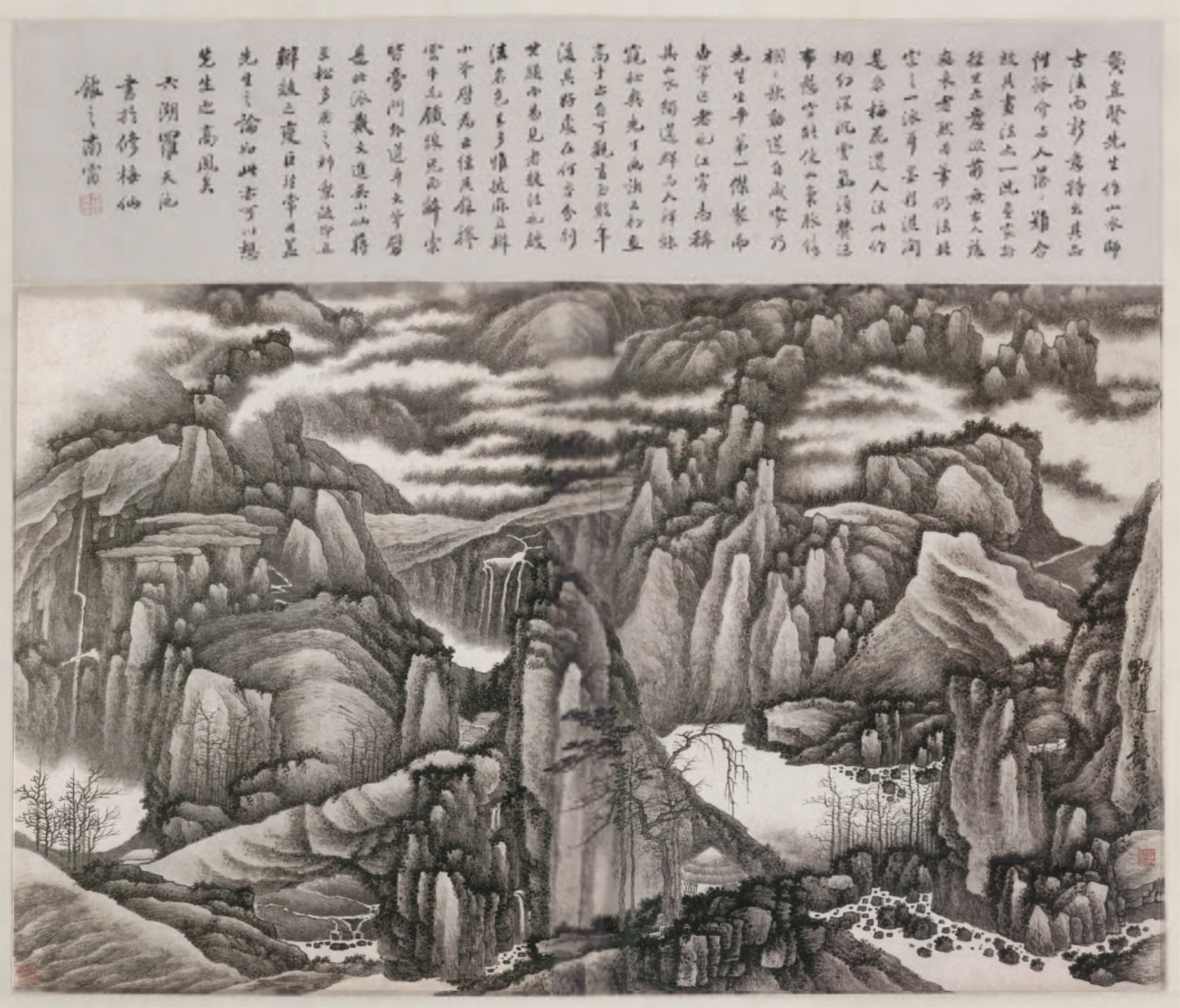
Mille pics et dix mille vallées. Seconde moitié du 17e siècle. Encre sur papier, 102 x 62 cm. Museum Rietberg

  - Vue de la Montagne Froide, rouleau portatif, encre et couleurs sur papier.
- Chicago (Institut d'art de Chicago) :
  - Rivière et montagnes, rouleau en longueur, signé.
- Honolulu (Acad. of Art) :
  - Paysage avec pavillons sur la montagne, d'après Juran, longue inscription de l'artiste, datée 1689.
- Kansas City (Nelson Gal. of Art):
  - Paysage de montagne près d'une rivière, rouleau en longueur, encre sur papier, colophon de Luo Zhenyu.
- Los Angeles (County Mus.):
  - Collines pointues émergeant des nuages, signé.
- Paris Mus. Guimet :
  - Album de huit paysages, inscription, signé.
- Pékin (musée du Palais) : 
  - Massifs montagneux, brouillard et bosquets d'arbres, rouleau en longueur, signé.
  - Rochers dans la brume près d'une rivière, rouleau en longueur, encre et couleur bleue.
  - Collines le long d'une rivière, pavillon dans les buissons dénudés, rouleau en longueur, encre et couleur bleue, signé.
- Stockholm (Nat. Mus.) :
  - Chaumières sur les pentes de monts boisés, inscription du peintre.
  - Paysages de rivière avec brouillards à la dérive, chaumière et grands arbres, quatre feuilles d'album, sceaux du peintre.
- Tōkyō (Nat. Mus.):
  - Montagnes émergeant des nuages, bâtiments dans les feuillages, inscriptions.
- Toronto:
  - Vue du mont Jugu, inscription, signé.
- Zurich (Rietberg Mus.) :
  - Mille Pics et Ravins en myriades, signé par le sceau de l'artiste, rouleau en longueur, encre sur papier.